# Choltice
Choltice (deutsch Choltitz) ist ein Marktflecken  in der Region Pardubický kraj (Tschechien).

## Geschichte

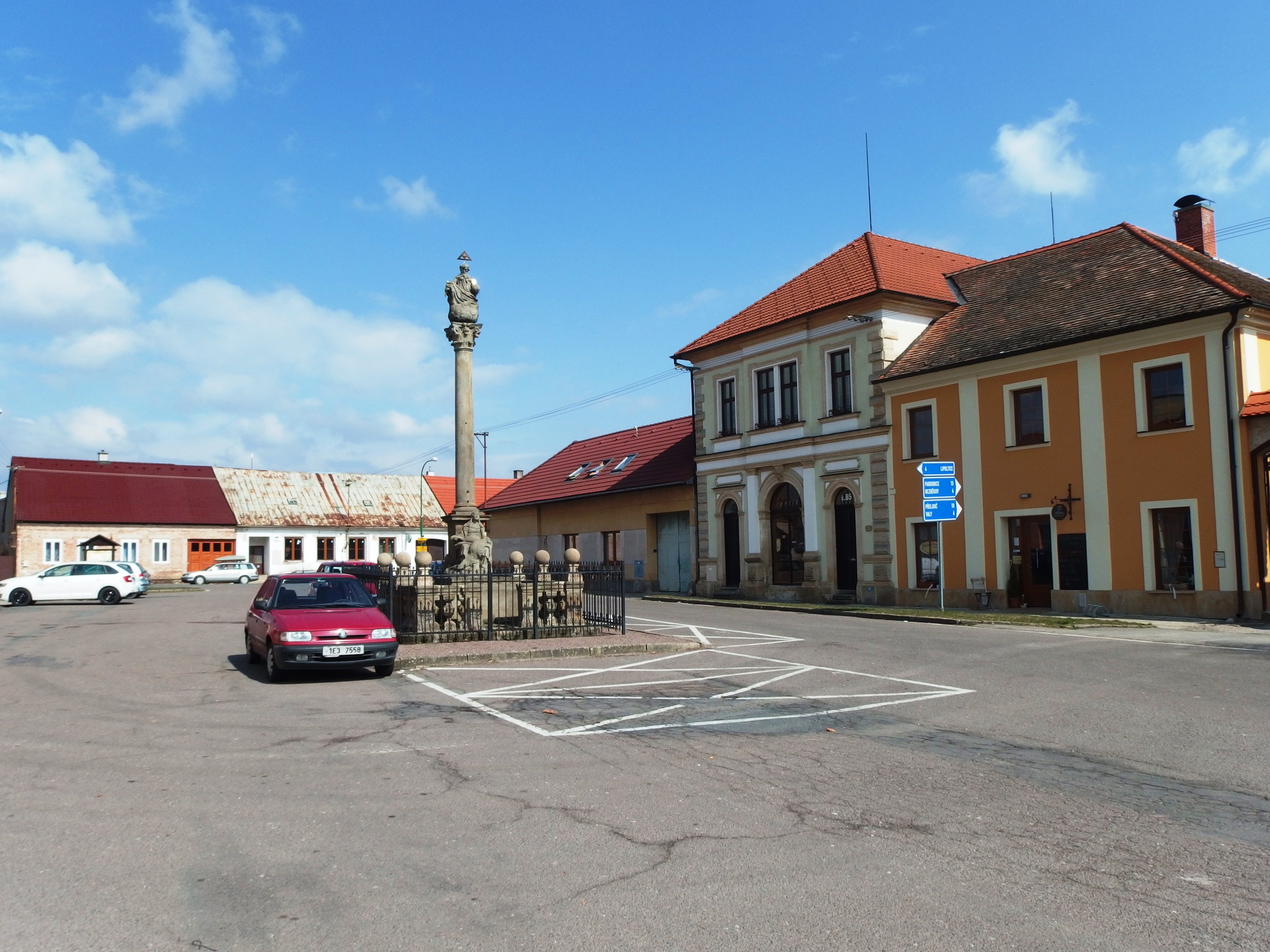
In Choltice

Am 12. Oktober 1285 wurde der Ort erstmals schriftlich erwähnt. In einem Vertrag von diesem Tag übereignet der böhmische König Wenzel II. Zawisch von Falkenstein mehrere Städte. Als Zeuge tritt hier Benesch von Choltitz auf. Ende des 14. Jahrhunderts wurde das Städtchen von der Familie von Choltic verkauft und ging in der Folgezeit an mehrere Familien über, die sich selbst auch als von Choltic bezeichneten. Weitere Eigentümer der Ländereien und des bereits im 16. Jahrhundert erwähnten Schlosses waren die Herren Trčka von Lípa, Familie Gersdorff (Gerštorfové) und die Grafen von Thun und Hohenstein. Seit 2006 ist Choltice ein Městys.

## Sehenswürdigkeiten
- Heimatmuseum im Schloss
- Friedhofskapelle mit dem Familiengrab des Adelsgeschlecht Thun
- Kapelle des Hl. Anton
- Statue der Höchsten Dreieinigkeit
- Schloss Choltice aus dem 17. Jahrhundert
- Glockenhaus gegenüber dem Schloss

## Ortsteile
- Ledec
- Podhorky

## Söhne und Töchter des Ortes
- Franz Graf Thun-Hohenstein (1826–1888), Feldmarschall